# Agata Kulesza
Agata Kulesza, primo voto Figurska (ur. 27 września 1971 w Szczecinie) – polska aktorka teatralna i filmowa, czterokrotna laureatka Orła – za pierwszoplanowe role w filmach Róża (2011), Ida (2013) i 25 lat niewinności. Sprawa Tomka Komendy (2020) oraz za drugoplanową w filmie Jestem mordercą (2016).

## Życiorys
Jej ojciec był marynarzem. Jest absolwentką V LO w Szczecinie. W 1994 ukończyła z wyróżnieniem Państwową Wyższą Szkołę Teatralną w Warszawie. Była aktorką Teatru Dramatycznego w Warszawie. W 2008 zwyciężyła w parze ze Stefano Terrazzino w finale ósmej edycji programu rozrywkowego TVN Taniec z gwiazdami. Nagrodę za wygraną, samochód marki Porsche, przeznaczyła na aukcję na rzecz Wielkiej Orkiestry Świątecznej Pomocy. 

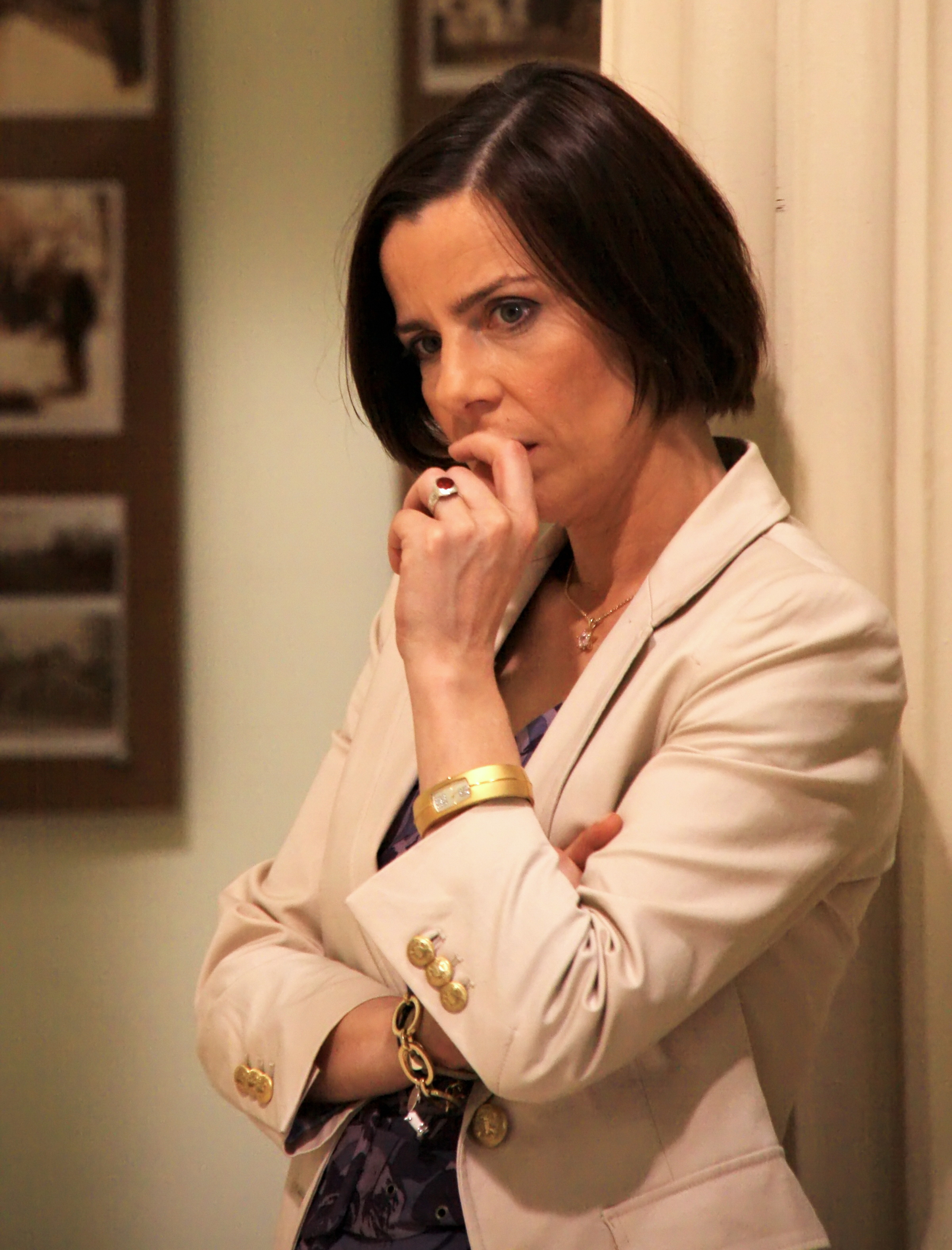
Kulesza na planie Ojca Mateusza (2010)

Od września 2011 występuje w zespole Teatru Ateneum w Warszawie. W 2011 otrzymała Złotego Kangura, nagrodę australijskich dystrybutorów, na 36. Festiwalu Polskich Filmów Fabularnych w Gdyni za rolę Beaty Santorskiej w filmie Sala samobójców i Róży Kwiatkowskiej w filmie Róża. W 2012 otrzymała Polską Nagrodę Filmową za najlepszą pierwszoplanową rolę kobiecą w filmie Róża, a także Doroczną Nagrodę Ministra Kultury i Dziedzictwa Narodowego w dziedzinie filmu.
Za rolę w filmie Pawła Pawlikowskiego Ida w 2013 otrzymała Nagrodę za pierwszoplanową rolę kobiecą na 38. Festiwalu Filmowym w Gdyni, a w 2014 – Polską Nagrodę Filmową. Ponadto w 2013 otrzymała nominację do nagrody Paszportu „Polityki”, a w 2014 została nagrodzona przez Stowarzyszenie Krytyków Filmowych Los Angeles jako najlepsza aktorka drugoplanowa za rolę w Idzie, która 22 lutego 2015 otrzymała Oscara za najlepszy film nieanglojęzyczny.
W 2016 nagrodzona Kryształowym Zwierciadłem przez miesięcznik „Zwierciadło” za „aktorstwo najwyższej próby”. Odrzuciła propozycję zagrania Beaty, byłej premier w serialu Ucho Prezesa (2017). W latach 2021-2023 wcielała się w główną rolę sędzi Alicji Mazur w serialu Playera pt. Skazana. W 2023 wzięła udział w programie Prime Video LOL: Kto się śmieje ostatni.

## Życie prywatne
W latach 2006–2020 jej mężem był operator Marcin Figurski, z którym ma córkę, Mariannę. Od dzieciństwa przyjaźni się z Katarzyną Nosowską.

## Filmografia

### Filmy fabularne
| Rok  | Tytuł                                    | Rola                            | Nagrody |
| ---- | ---------------------------------------- | ------------------------------- | --- |
| 1993 | Goodbye Rockefeller                      | Bartek Malinowski (głos)        | |
| 1993 | Człowiek z...                            | reżyserka Anna                  | |
| 1996 | Poznań 56                                | nauczycielka Zośka              | |
| 2001 | Przedwiośnie                             | kobieta na zebraniu komunistów  | |
| 2002 | Moje pieczone kurczaki                   | Magda                           | 2002: Koszaliński Festiwal Debiutów Filmowych „Młodzi i Film” – Nagroda za rolę kobiecą 2003: Września (Ogólnopolski Festiwal Sztuki Filmowej „Prowincjonalia”) „Jańcio Wodnik” za najlepszą rolę kobiecą |
| 2003 | Siedem przystanków na drodze do raju     | głucha                          | |
| 2004 | Park tysiąca westchnień                  | malarka                         | |
| 2004 | Cudownie ocalony                         | więźniarka Czarna               | |
| 2005 | Benzyna                                  | żona Filipa                     | |
| 2005 | Fortuna czyha w lesie                    | pani mecenas                    | |
| 2006 | Podróż                                   | Jola                            | |
| 2006 | Fundacja                                 | Anka                            | |
| 2006 | Co słonko widziało                       | menadżerka zespołu              | |
| 2008 | Mała wielka miłość                       | lekarka                         | |
| 2009 | Dekalog 89+. Real                        | matka Adasia                    | |
| 2009 | Zamiana                                  | Miecia                          | |
| 2010 | Skrzydlate świnie                        | Karina Klaus                    | |
| 2011 | Ki                                       | Miriam                          | |
| 2011 | Sala samobójców                          | Beata Santorska                 | 2011: Festiwal Polskich Filmów Fabularnych w Gdyni – Złoty Kangur, nagroda australijskich dystrybutorów |
| 2011 | Róża                                     | Róża                            | 2011: Festiwal Polskich Filmów Fabularnych w Gdyni – Złoty Kangur, nagroda australijskich dystrybutorów 2012: Międzynarodowy Festiwal Filmowy w Durres 2009 – „Srebrny Gladiator” dla Najlepszej Aktorki 2012: Polska Nagroda Filmowa – Orzeł za najlepszą główną rolę kobiecą 2012: Września (Ogólnopolski Festiwal Sztuki Filmowej „Prowincjonalia”) „Jańcio Wodnik” za najlepszą rolę kobiecą 2012: Złota Kaczka przyznana przez miesięcznik „Film” dla najlepszej aktorki sezonu 2011/2012 |
| 2012 | Wszystkie kobiety Mateusza               | Maciejka                        | |
| 2012 | Miłość                                   | prezydentowa Kostrzewska        | |
| 2012 | Dzień kobiet                             | psycholożka                     | |
| 2013 | W ukryciu                                | Wanda                           | |
| 2013 | Drogówka                                 | Jadzia                          | |
| 2013 | Ida                                      | Wanda Gruz                      | 2013: Festiwal Polskich Filmów Fabularnych w Gdyni – Nagroda za pierwszoplanową rolę kobiecą na Festiwalu Polskich Filmów Fabularnych 2013: Międzynarodowy Festiwal Filmowy w Gijón – Nagroda aktorska 2013: Warszawski Festiwal Filmów o Tematyce Żydowskie – Nagroda dla najlepszej aktorki 2014: Europejska Nagroda Filmowa dla najlepszej aktorki – Nominacja2014: Gwarancja Kultury TVP Kultura za „wielowymiarową i magnetyzującą kreację aktorską” 2014: Nagroda Krytyków Filmowych Los Angeles w kategorii: drugoplanowa rola kobieca 2014: Polska Nagroda Filmowa – Orzeł za najlepszą główną rolę kobiecą 2014: Września (Ogólnopolski Festiwal Sztuki Filmowej „Prowincjonalia”) „Jańcio Wodnik” za najlepszą rolę kobiecą 2014: Film Forum Zadar – nagroda za najlepszą rolę kobiecą |
| 2014 | Warsaw by night                          | Ola                             | |
| 2014 | Służby specjalne                         | dr Czerwonko                    | |
| 2014 | Pod Mocnym Aniołem                       | mama Jerzego                    | |
| 2014 | Pani z przedszkola                       | mama Krzysztofa                 | 2015: Polska Nagroda Filmowa – nominacja: Orzeł za najlepszą główną rolę kobiecą |
| 2015 | Moje córki krowy                         | aktorka Marta Makowska          | 2016: Polska Nagroda Filmowa – nominacja: Orzeł za najlepszą główną rolę kobiecą 2016: Września (Ogólnopolski Festiwal Sztuki Filmowej „Prowincjonalia”) „Jańcio Wodnik” za najlepszą rolę kobiecą |
| 2016 | True Crimes                              | Marta                           | |
| 2016 | Szczęście świata                         | Gertruda                        | |
| 2016 | Niewinne                                 | przeorysza Jadwiga Olecka       | |
| 2016 | Jestem mordercą                          | Lidia Kalicka                   | 2017: Polska Nagroda Filmowa – Orzeł za najlepszą drugoplanową rolę kobiecą |
| 2017 | Pewnego razu w listopadzie               |                                 | |
| 2018 | Zimna wojna                              | Irena Bielecka                  | 2019: Polska Nagroda Filmowa – nominacja: Orzeł za najlepszą drugoplanową rolę kobiecą |
| 2018 | Zabawa, zabawa                           | Dorota                          | 2019: Wyróżnienie Specjalne dla aktora w Konkursie Polskich Filmów Fabularnych na Międzynarodowym Festiwalu Kina Niezależnego Off Camera 2020: Polska Nagroda Filmowa – nominacja: Orzeł za najlepszą główną rolę kobiecą |
| 2020 | Sala samobójców. Hejter                  | Beata Santorska                 | 2021: Polska Nagroda Filmowa – nominacja: Orzeł za najlepszą drugoplanową rolę kobiecą |
| 2020 | Śniegu już nigdy nie będzie              | Ewa                             | 2021: Polska Nagroda Filmowa – nominacja: Orzeł za najlepszą główną rolę kobiecą |
| 2020 | 25 lat niewinności. Sprawa Tomka Komendy | Teresa Klemańska, matka Tomasza | 2021: Polska Nagroda Filmowa – Orzeł za najlepszą główną rolę kobiecą |
| 2020 | Magnezja                                 | inspektor Stanisława Kochaj     | |
| 2020 | Parquet                                  |                                 | |
| 2021 | Wesele                                   | Ela Wilk                        | 2022: Polska Nagroda Filmowa – nominacja: Orzeł za najlepszą drugoplanową rolę kobiecą |
| 2023 | Zielona granica                          | Basia                           | |
| 2024 | Skarbek                                  | Stefania Skarbek                | |
| 2024 | Simona Kossak                            | Elżbieta Kossak                 | |
| 2025 | Innego końca nie będzie                  | Mama                            | |
| 2025 | Dom dobry                                |                                 | |

### Seriale
| Rok                | Tytuł                  | Rola                        | Uwagi                          |
| ------------------ | ---------------------- | --------------------------- | ------------------------------ |
| 1992               | Liebling Kreuzberg     |                             |                                |
| 1992               | Żegnaj, Rockefeller    | operatorka                  | odc. 8, 11                     |
| 1995               | Die Straßen von Berlin |                             |                                |
| 1997               | Klan                   | urzędniczka                 |                                |
| 1998–1999          | Złotopolscy            | Dilajla, narzeczona Świrusa | odc. 41-117                    |
| 2000               | Na dobre i na złe      | Maria                       | odc. 43                        |
| 2004–2006          | Pensjonat pod Różą     | Dusia Adamska               |                                |
| 2005, 2007         | Daleko od noszy        | dziennikarka                |                                |
| 2006               | Niania                 | aktorka                     | odc. 44                        |
| 2006–2008          | Hela w opałach         | Edyta Swoboda               |                                |
| 2009               | Synowie                | Lucyna Dobrowolska          |                                |
| 2009               | 39 i pół               | Hania                       | odc. 35                        |
| 2010               | Ojciec Mateusz         | Renata Szulc                | odc. 51                        |
| 2011–2020, od 2025 | Rodzinka.pl            | Maria, przyjaciółka Natalii |                                |
| 2011               | Głęboka woda           | Hanna Wrzesińska            | odc. 3                         |
| 2011               | Prosto w serce         | Aneta Sienkiewicz           |                                |
| 2012               | Prawo Agaty            | Krystyna                    | odc. 5                         |
| 2012, 2015,2025    | Krew z krwi            | Carmen Rota-Majewska        |                                |
| 2013               | Bez tajemnic           | Iwona z Wiednia             | seria III, odc. 10, 11, 15, 20 |
| 2015               | Web Therapy            | dr Lucyna Bojarska          |                                |
| 2017               | Ultraviolet            | Anna Serafin                |                                |
| 2018–2019          | Pułapka                | Olga Sawicka                |                                |
| 2020               | Królestwo kobiet       | żona Jerzego Szpaka         | odc. 8                         |
| 2021–2024          | Skazana                | sędzia Alicja Mazur         |                                |
| 2023               | Mój agent              | ona sama                    | odc. 12                        |
| 2023               | Pati                   | sędzia Alicja Mazur         | odc. 6                         |
| 2023               | Belfer III             | patolog Roztocka            |                                |
| 2024               | Ołowiane dzieci        |                             |                                |

### Teatr Telewizji
- 1994: O, beri-beri jako Dorota
- 1995: Don Kichot jako Maritornes
- 1995: Bracia i siostry jako Helen, Lucy Willow, Susie
- 1997: Zagłada ludu, albo moja wątroba jest bez sensu jako Bianka
- 1998: Hrabia jako Konstancja Łubieńska
- 2002: Dogrywka jako kobieta
- 2003: Cicho jako Marta
- 2016: Posprzątane jako Lane[19]

### Polski dubbing
- 1992: Żegnaj Rockefeller jako Bartek Malinowski
- 1993: Goodbye Rockefeller jako Bartek Malinowski
- 1998: Teknoman – Sophia
- 2002: Księżniczka na ziarnku grochu jako Brunhilda
- 2004: Pamiętnik księżniczki 2: Królewskie zaręczyny jako reporterka
- 2004: Ruchomy zamek Hauru jako madame Sulliman
- 2004: Lemony Snicket: Seria niefortunnych zdarzeń jako kobieta
- 2005: Charlie i fabryka czekolady jako pani Bucket
- 2005: Niania jako pani Chyżo
- 2005: Barbie i magia pegaza jako Troll; żona #1
- 2005: Kurczak Mały jako Zyta Kita
- 2005: Nowe szaty króla 2 jako Miss Birdwell
- 2006: Po rozum do mrówek jako królowa
- 2006: Gdzie jest Nowy Rok? jako mama
- 2006: Mój brat niedźwiedź 2 jako ciotka #1
- 2006: Pajęczyna Charlotty jako Charlotta
- 2006: Na psa urok jako Rebecca Douglas
- 2006: Skok przez płot jako Penny
- 2007: Wiedźmin – jako:
  - Abigail,
  - Carmen,
  - Elf Druid,
  - pielęgniarka,
  - Pani Nocy
- 2007: Shrek Trzeci jako Roszpunka
- 2007: Rodzinka Robinsonów jako Luiza Krunklehom
- 2008: Opowieści z Narnii: Książę Kaspian jako wiedźma Hag
- 2009: Mikołajek jako mama Mikołajka
- 2009: Hannah Montana: Film jako Vita
- 2012: Królewna Śnieżka jako królowa
- 2012: Risen 2: Mroczne wody jako Cassandra
- 2014: Muppety: Poza prawem jako Nadya
- 2017: Coco jako mama Imelda
- 2018: Mowgli: Legenda dżungli jako wąż Kaa
- 2021: Kajko i Kokosz jako Jaga

### Teledyski
| Rok          | Tytuł           | Wykonawca                                                                          | Reżyseria           | Źr.          |
| Jako aktorka | Jako aktorka    | Jako aktorka                                                                       | Jako aktorka        | Jako aktorka |
| ------------ | --------------- | ---------------------------------------------------------------------------------- | ------------------- | ------------ |
| 2016         | „2015”          | Hey                                                                                | Dariusz Rzontkowski | [ 20 ]       |
| 2023         | „Malibu Barbie” | club2020 (Taco Hemingway, Young Leosia, Otsochodzi, OKI, Dwa Sławy, Gruby Mielzky) | Mac Adamczak        | [ 21 ]       |

## Dyskografia

### Utwory muzyczne
| Rok                  | Tytuł                                                                          | Album                                    | Źr.                  |
| Jako główna artystka | Jako główna artystka                                                           | Jako główna artystka                     | Jako główna artystka |
| -------------------- | ------------------------------------------------------------------------------ | ---------------------------------------- | -------------------- |
| 2014                 | „Komuna”                                                                       | Muppety: Poza prawem (ścieżka dźwiękowa) | [ 22 ]               |
| 2017                 | „La Llorona” (oraz Bartosz Opania)                                             | Coco (ścieżka dźwiękowa)                 | [ 23 ]               |
| 2018                 | „Ameryka” (oraz Młynarski-Masecki Jazz Camerata Varsoviensis)                  | Fogg – Pieśniarz Warszawy                | [ 24 ]               |
| 2018                 | „Może kiedyś, innym razem” (oraz Młynarski-Masecki Jazz Camerata Varsoviensis) | Fogg – Pieśniarz Warszawy                | [ 24 ]               |
| 2018                 | „A cóż z tą dzieciną”                                                          | Kolędy                                   | [ 25 ]               |
| 2018                 | „Cicha noc” (oraz Michał Bajor)                                                | Kolędy                                   | [ 25 ]               |
| 2018                 | „Bóg się rodzi” (oraz Michał Bajor, Bogumiła Bajor i Joanna Kulig)             | Kolędy                                   | [ 25 ]               |
| 2022                 | „Calineczka, wymarzona córeczka” (oraz Łukasz Lewandowski)                     | Bajkowe piosenki                         | [ 26 ]               |

## Ordery i odznaczenia
- Krzyż Kawalerski Orderu Odrodzenia Polski (2014)[27][28].
- Srebrny Medal „Zasłużony Kulturze Gloria Artis” (2014)[29].

## Nagrody
| Rok  | Konkurs                                                    | Kategoria                                                  | Tytułem | Rezultat |
| ---- | ---------------------------------------------------------- | ---------------------------------------------------------- | --- | -------- |
| 2011 | Orzeł. Polska Nagroda Filmowa                              | Najlepsza główna rola kobieca                              | Róża | Wygrana  |
| 2012 | 36. Festiwal Polskich Filmów Fabularnych w Gdyni           | Gwiazda Gwiazd Elle                                        | całokształt | Wygrana  |
| 2012 | 52. Kaliskie Spotkania Teatralne                           | Nagroda Aktorska                                           | Merlin Mongoł | Wygrana  |
| 2012 | Doroczna Nagroda Ministra Kultury i Dziedzictwa Narodowego | Doroczna Nagroda Ministra Kultury i Dziedzictwa Narodowego | w dziedzinie filmu                                                                                                   | Wygrana  |
| 2012 | Feliks Warszawski                                          | Drugoplanowa rola żeńska                                   | Merlin Mongoł | Wygrana  |
| 2013 | Orzeł. Polska Nagroda Filmowa                              | Najlepsza główna rola kobieca                              | Ida | Wygrana  |
| 2014 | 12. Międzynarodowy Festiwal Filmowy Tofifest               | Złoty Anioł dla wybitnej aktorki europejskiej              | całokształt | Wygrana  |
| 2014 | Medal „Zasłużony Kulturze Gloria Artis”                    | Medal „Zasłużony Kulturze Gloria Artis”                    | całokształt | Wygrana  |
| 2014 | Krzyż Kawalerski Orderu Odrodzenia Polski                  | Krzyż Kawalerski Orderu Odrodzenia Polski                  | za wybitne zasługi dla polskiej kultury, za osiągnięcia w pracy artystycznej i twórczej oraz działalności społecznej | Wygrana  |
| 2015 | Wdecha, Nagroda Gazety Co jest Grane                       | Wdecha, Nagroda Gazety Co jest Grane                       | całokształt | Wygrana  |
| 2016 | Orzeł. Polska Nagroda Filmowa                              | Najlepsza drugoplanowa rola kobieca                        | Jestem mordercą | Wygrana  |
| 2018 | 11. Festiwal Reżyserii Filmowej w Wałbrzychu               | Kryształowy Dzik                                           | za twórczą współpracę aktora z reżyserem                                                                             | Wygrana  |
| 2020 | Orzeł. Polska Nagroda Filmowa                              | Najlepsza główna rola kobieca                              | 25 lat niewinności. Sprawa Tomka Komendy                                                                             | Wygrana  |
| 2020 | 45. Festiwal Polskich Filmów Fabularnych w Gdyni           | Nagroda Festiwali i Przeglądów Filmu Polskiego za Granicą  | całokształt | Wygrana  |
| 2021 | Orzeł stulecia Rzeczypospolitej                            | Film i Teatr                                               | całokształt | Wygrana  |
| 2024 | ShEO Awards (gala nagród tygodnika Wprost)                 | Ikona kultury                                              | całokształt | Wygrana  |

## Upamiętnienia
- 21 września 2021 roku na ulicy Piotrkowskiej w Łodzi odsłonięto gwiazdę aktorki w Alei Gwiazd[1]